# Меопоточје
Меопоточје је насељено мјесто у општини Прозор-Рама, Босна и Херцеговина.

## Становништво
|        | 2013.       | 1991.       | 1981.        | 1971.        |
| Укупно | 31 (100,0%) | 85 (100,0%) | 140 (100,0%) | 197 (100,0%) |
| Хрвати | 31 (100,0%) | 85 (100,0%) | 140 (100,0%) | 197 (100,0%) |